# هری فرای (ورزشکار)
هری فرای (انگلیسی: Harry Fry; ۱۳ سپتامبر ۱۹۰۵ – ۱ ژانویهٔ ۱۹۸۵) قایقران روئینگ اهل کانادا بود.